# Конформно плоское многообразие
Конформно плоское многообразие — риманово многообразие, каждая точка которого имеет окрестность, которая может быть конформно отображена на область евклидова пространства.
Более формально, пусть M — псевдориманово многообразие с метрикой g.
Тогда M является конформно плоским, если для каждой точки {\displaystyle x\in M}существует окрестность {\displaystyle U\ni x} и гладкая функция {\displaystyle \phi }, определённая на U и такая, что метрика {\displaystyle e^{2\phi }\cdot g} на {\displaystyle U} является плоской
(то есть кривизны {\displaystyle e^{2\phi }\cdot g} обращаются в нуль на {\displaystyle U}).
Функция {\displaystyle \phi } называется конформным фактором, она не должна быть определена на всём М.
Некоторые авторы используют термин локально конформно плоское для описания понятия, введённого выше, и оставляют термин конформно плоское для случая, в котором функция {\displaystyle \phi } определяется на всём М.

## Примеры
- Любое многообразие с постоянной секционной кривизной является конформно плоским.
- Любое 2-мерное псевдориманово многообразие является конформно плоским.
- 3-мерное псевдориманово многообразие является конформно плоским тогда и только тогда, когда тензор Коттона обращается в нуль.
- n-мерное псевдориманово многообразие для n ≥ 4 является конформно плоским, тогда и только тогда, когда тензор Вейля обращается в нуль.

## Свойства
- Всякое компактное, односвязное, конформно плоское риманово многообразие является конформно эквивалентным сфере.

## Вариации и обобщения
- Псевдориманово многообразие называется конформно плоским если каждая его точка имеет окрестность, которая может быть конформно отображена на область псевдоевклидова пространства.